# Джуния
Джуния (араб. جونيه‎) — портовый и курортный город в Ливане, на территории провинции Горный Ливан. Административный центр района Кесерван.

## География
Город находится в западной части Ливана, на побережье Средиземного моря, на расстоянии приблизительно 10 километров к северо-северо-востоку (NNE) от столицы страны Бейрута. Абсолютная высота — 73 метра над уровнем моря.

## Население
На 2012 год население города составляло 102 221 человек. В конфессиональном составе преобладают христиане-марониты.

## Достопримечательности

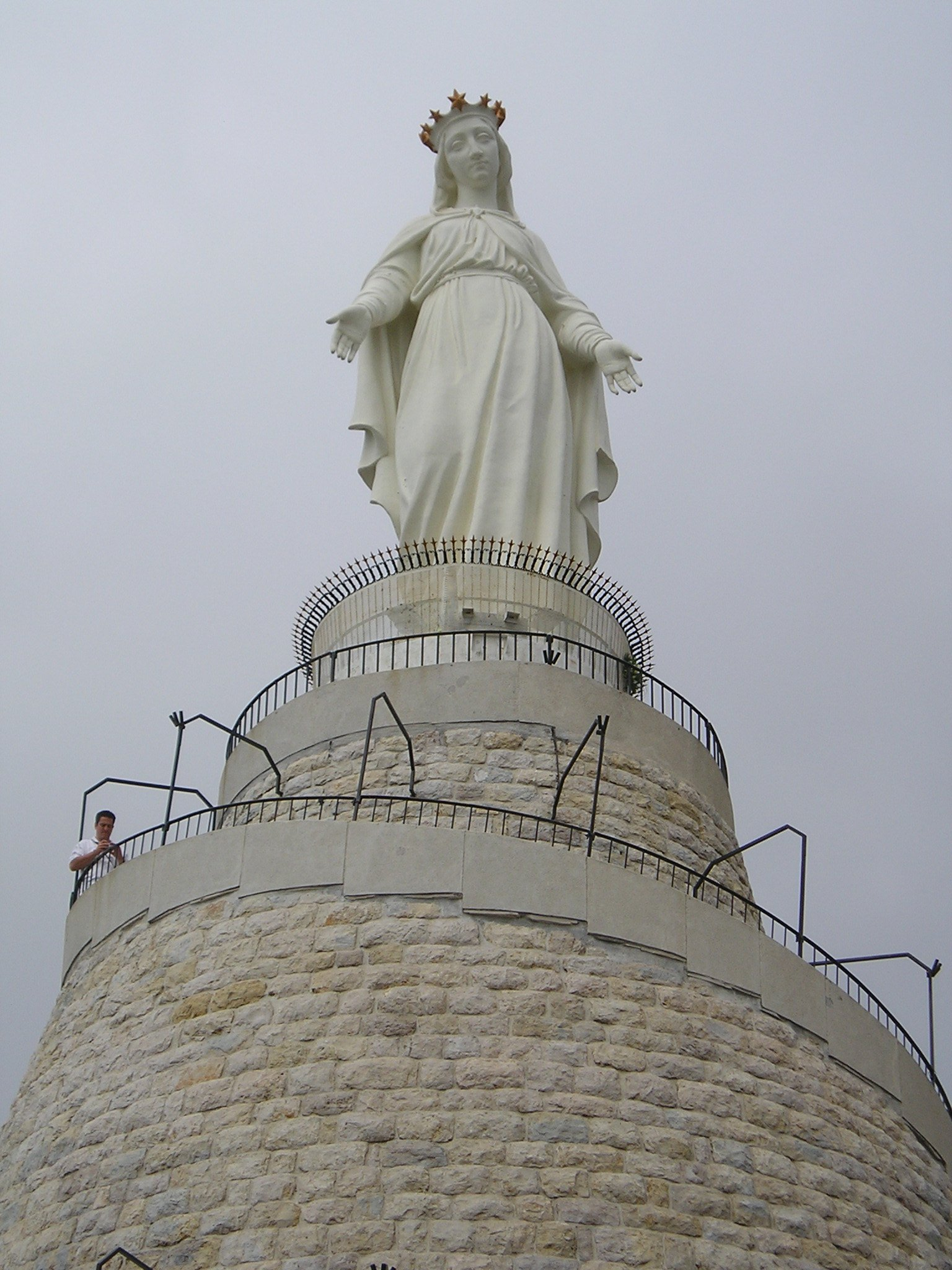
Статуя Богоматери Ливанской на горе Хариса

- Гора Хариса, подняться на которую можно по канатной дороге. На вершине горы установлена бронзовая статуя Богоматери Ливанской[4].
- Крупнейшее в Ливане казино, построенное в 1957 году и занимающее площадь 34 000 м²[5].